# Марцано Апио
Марца̀но А̀пио (на италиански: Marzano Appio) е село и община в Южна Италия, провинция Казерта, регион Кампания. Разположено е на 318 m надморска височина. Населението на общината е 2373 души (към 2010 г.).